# Яакко Лааксо
Яакко Тапані Лааксо (фін. Jaakko Tapani Laakso; нар. 20 травня 1948, Турку) — фінський політик та журналіст лівого спрямування, колишній член компартії Фінляндії, міський радник Вантаа (1973-2012) та Едускунта, член делегації Фінляндії в ПАРЄ (1991-2003, 2007-2011), від «Лівого союзу» у Раді Європи входив до групи об'єданих європейських лівих (1992-2003). Він був аґентом КДБ та співпрацював зі Штазі. 

## Життєпис
Яакко Лааксо народився 20 травня 1948 року в Турку. Закінчив у 1973 році Гельсінський університет. У студентські роки стає членом компартії Фінляндії. У 2014 році були оприлюднені документи з архіву Мітрохіна, у яких вказано, що Яакко Лааксо був завербований КДБ у 1973 році, та отримав псевдонім «Ян».
У 1978—1979 роках навчався у Вищій партійній школі в Москві. З 1976 до 1991 року працював журналістом у лівій тижневій газеті «Tiedonantaja», у 1989—1991 роках був заступником редактора. Також був активним членом прокомуністичної політичної організації Фінська народно-демократична ліга.
Бу депутатом Едускунта (парламент Фінляндії) від «Лівого союзу» п'ять каденцій: 1991-1995, 1995-1999, 1999-2003, 2003-2007, 2007-2011 роках.
У 2012 році Яакко Лааксо був офіційним спостерігачем від міжнародної некомерційної організації «Європейська академія зі спостереження за виборами» на Парламентських виборах в Україні.
Яакко Лааксо фігурант скандалу про підкуп високопосадовців ПАРЄ. Слідчі органони Ради Європи стверджують, що Яакко Лааксо був лобістом уряду Азербайджану,прикривав порушення прав людини в країні, тому порушив етичні правила ПАРЄ. 29 червня 2018 року Яакко Лааксо було заборонено з'являтися у приміщенні Ради Європи та Парламентської асамблеї на час розслідування
.